# بروموکلروفلوئورومتان
بروموکلروفلوئورومتان (انگلیسی: Bromochlorofluoromethane) یا فلوئوروکلروبرومومتان  نوعی ترکیب شیمیایی تری‌هالومتان است.